# Paco Séry

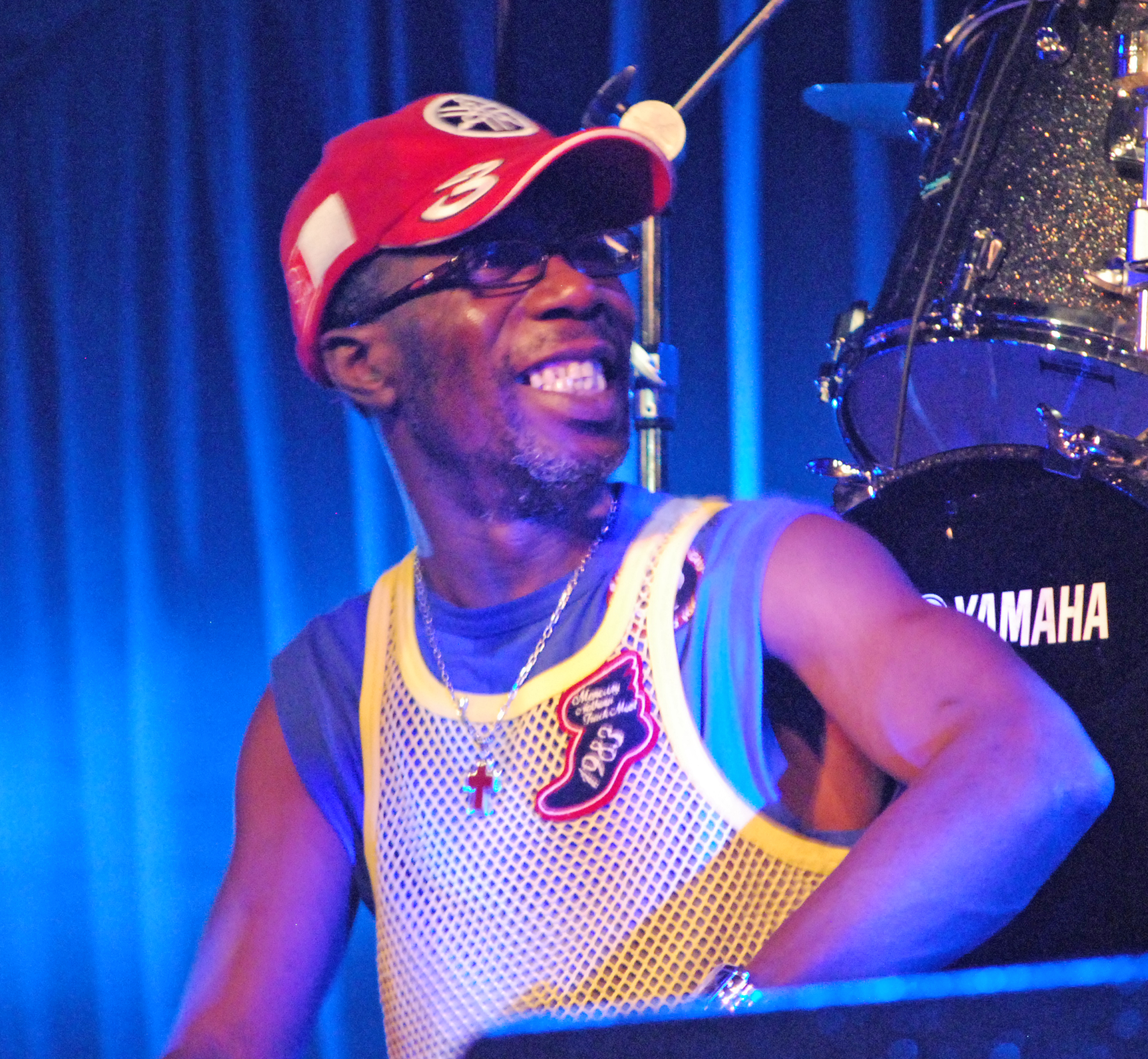
Paco Séry bei einem Konzert mit dem Zawinul Syndicate in memoriam Joe Zawinul, Treibhaus Innsbruck 2009

Paco Séry (* 1. Mai 1956 in Divo, Elfenbeinküste) ist ein ivorischer Jazz- und Fusion-Schlagzeuger. Er ist Mitbegründer der französischen Fusionband Sixun und Leader der Paco Séry Group.

## Leben und Werk
Im Alter von neun Jahren erlernte Paco Séry autodidaktisch das Spielen auf einem selbst gebauten Schlagzeug. Später zog er nach Abidjan, wo er unter dem Namen Paco Solo auftrat. 1978 traf er Eddy Louiss, der ihn zwei Jahre später nach Europa mitnahm. Die Zusammenarbeit mit Louiss dauerte sieben Jahre. Außerdem spielte er zwei Jahre mit Nina Simone.
Nach einer Jamsession mit Jaco Pastorius 1985 in Paris heuerte ihn dieser für seine Europatournee an.
Zwischen 1995 und 2007 spielte er mit Joe Zawinuls Band The Zawinul Syndicate. Zawinul sagte über ihn: „Der beste Schlagzeuger, den ich je gehört oder mit dem ich gespielt habe, und ich habe mit allen gespielt.“
Séry arbeitete u. a. mit folgenden Künstlern zusammen: Monty Alexander, Mino Cinelu, Dee Dee Bridgewater, André Ceccarelli, Billy Cobham, Michel Colombier, Manu Dibango, Eddie Gomez, Jean-Michel Jarre, Salif Keïta, Éric Le Lann, Didier Lockwood, Ray Lema, Bernard Lubat, Claude Nougaro, Michel Portal, Mike Stern, Carlos Santana, Wayne Shorter und Henri Salvador.

## Ausgewählte Diskografie
- 2012 The Real Life (Label: Musicovations)
- 2000 Paco Séry Group Voyages (Label: Blue Note/EMI)
- 1999 Flavio Boltro, Eric Legnini, Pippo Matino, Stéphane Huchard, Paco Séry, Stefano Di Battista, Louis Winsberg, Daniele Scannapieco, Nantha Kumar, Marcello Giuliani Road Runner (Label: Blue Note)

Mit Sixun
- 2008 Palabre – (Label: Futur Acoustic)
- 2006 DVD – Sixun fête ses 20 ans – Live à La Cigale
- 2006 Sixun fête ses 20 ans – Live à La Cigale (Label: Futur Acoustic)
- 1998 Nouvelle Vague (Label: WEA)
- 1995 Flashback (Label: Polygram)
- 1995 Lunatic Taxi (Label: Phonogram)
- 1993 Nomad's Land (Label: Phonogram)
- 1990 L'Eau de Là (Label: Bleu Citron)
- 1988 Explore (Label: Bleu Citron)
- 1988 Sixun – „Live“ (Label: Bleu Citron)
- 1987 Pygmées (Label: Polygram)
- 1985 Nuit Blanche (Label: Polygram)

Mit Joe Zawinul
- 2007 75th
- 2002 Faces and Places
- 1998 World Tour
- 1996 My People

Andere Zusammenarbeiten
- 2011 The Crossing – Eumir Deodato
- 2003 Yakar – Idrissa Diop
- 2002 Bendera – So Kalmery
- 2001 Récit proche – Eddy Louiss
- 2001 Safi – Ray Lema
- 2000 Poulina – Orchestre National de Barbès
- 1997 The blessed rain – Ashley Maher
- 1997 Per fortuna Purtroppo – Irene Grandi
- 1997 Dife – Kassav
- 1996 Sarada – Alma Rosa
- 1995 Emotion – Papa Wemba
- 1991 Gaia – Ray Lema
- 1991 Amen – Salif Keïta
- 1987 Afrijazzy – Manu Dibango
- 1982 Fodder on My Wings – Nina Simone